# Гадсон (парк і бульвар)
Парк і бульвар Гадсон (англ. Hudson Park and Boulevard) — грінвей та бульвар у Пекельній Кухні, на Мангеттені у Нью-Йорку, будується в рамках проекту реконструкції Гадсон-Ярдс. Розташований між 10 і 11 авеню, в середній частині бульвару поміж двома смугами односторонного руху, які йдуть паралельно одна одній. Офіційно називається Парк Белли Абзуґ.
Після завершення реконструкції парк матиме площу 1,6 га, довжину шість кварталів, і пролягатиме ь між 33-ю та 39-ю вулицями, спрямованими на північ і на південь. По завершенню будівництва в центрі бульвару буде парк. Будівництво буде проходити в дві черги. Перша черга, розташована між 33-ю та 36-ю вулицями, будувалася з 2012 до серпня 2015 року. Будівництво ділянки між 36-ю та 37-ю вулицями триває з літа 2021 року. Завершення другої черги було заплановане на 2023 рік. Загальна вартість проєкту становить понад 30 мільйонів доларів.

## Історія
У 1930-х роках існувала пропозиція побудувати вулицю в межах кварталу між 10-ю та 11-ю авеню, яка проходила б від 34-ї до 42-ї вулиці приблизно в тому ж місці, що й нинішній бульвар Гадсон. За планом вона б мала увійти до тунелю Лінкольна. Один квартал вулиці фактично був побудований між 40-ю та 41-ю вулицями. Вулиця була названа Ґелвін-авеню на честь голови адміністрації порту Нью-Йорка та Нью-Джерсі Джона Ф. Ґелвіна, і так називалася до 1980-х років. Ця назва все ще використовувалася до 2017 року, хоча для неї немає жодних вуличних покажчиків.